# グアダルーペ駅
グアダルーペ駅（グアダルーペえき、英語: Guadalupe Station）は、フィリピン・マニラ首都圏のマカティ市にあるマニラMRT3号線の駅。駅名は近くのバランガイ・グアダルーペ・ヌエボとグアダルーペ・ビエホに由来し、それらはグアダルーペの聖母が由来となっている。
パシッグ川フェリーサービスのグアダルーペ停留所と徒歩で乗り換え可能である。

## 駅構造
島式ホーム1面2線を有する高架駅である。

## 駅周辺
- San Carlos Seminary
- Our Lady of Guadalupe Minor Seminary
- Guadalupe Shopping Center
- Nuestra Señora de Gracia Church
- Guadalupe Nuevo Cloverleaf Park
- マカティ市庁舎
- マカティ大学
  - マカティ大学スタジアム
- Rockwell Center
  - Power Plant Mall

## 将来
将来的には、スカイトレインとマカティ市内地下鉄に接続予定である。